# Зелене (Кривий Ріг)
Зелене — колишнє селище міського типу (з 1938 року) у складі міста Інгулець, що існувало до 2002 року. 24 жовтня 2002 року постановою Верховної Ради України було включене до складу Інгулецького району міста Кривий Ріг, підпорядкувавшись Інгулецькій райраді м. Кривий Ріг.

## Географічне розташування
Знаходиться на правому березі річки Інгулець, вище за течією на відстані 2,5 км розташоване село Стародобровільське (Широківський район), нижче за течією на відстані 1 км розташоване місто Інгулець, на протилежному березі — село Інгулець (Широківський район).

## Населення

### Мова
Розподіл населення за рідною мовою за даними перепису 2001 року:
| Мова            | Відсоток |
| --------------- | -------- |
| українська      | 87,3 %   |
| російська       | 12,5 %   |
| інші/не вказали | 0,2 %    |

## Культура та освіта
На території Зеленого є братська могила радянських воїнів, де поховані 66 солдатів, які загинули в боях під час визволення міста Кривого Рогу 3 березня 1944 року, а також будинок родини Добровольських, який з 1846 року належав Василю Добровольському — польському шляхтичу. Після його смерті у 1892 році, маєток батька перейшов до рук молодшого сина — Андрія. Після 1930 року в колишній поміщицький будинок поселився дитячий будинок, де виховувались діти-сироти. Згодом у ньому розмістився Широківській ветзоотехнікум, а потім школа, яка існує і нині.